# 12800 Oobayashiarata
12800 Oobayashiarata è un asteroide della fascia principale. Scoperto nel 1995, presenta un'orbita caratterizzata da un semiasse maggiore pari a 2,3950709 UA e da un'eccentricità di 0,1845413, inclinata di 0,88435° rispetto all'eclittica.